# Юэ Дюпавийон, Альфред
Альфред Юэ Дюпавийон (фр. Alfred Huet du Pavillon или фр. Alfred Huet, 1829 — 1907) — французский ботаник.

## Биография
Альфред Юэ Дюпавийон родился 1 января 1829 года в семье Луи Юэ Дюпавийона, жившей в департаменте Атлантическая Луара.
Он был учеником Альфонса Декандоля (1806—1893) с 1851 по 1852 год. Альфред основал в Женеве школу вместе со своим братом, ботаником Эдуардом Юэ Дюпавийоном (1819—1908).
Альфред Юэ Дюпавийон умер 18 ноября 1907 года.

## Научная деятельность
Альфред Юэ Дюпавийон специализировался на семенных растениях.

## Почести
Род растений Huetia Boiss. был назван в честь братьев Юэ.